# Mary Cacciola
Mary Cacciola (Reggio Calabria, 2 gennaio 1970) è una conduttrice radiofonica italiana.

## Biografia
Inizia la sua carriera a soli 15 anni, quando, in seguito ad una bocciatura scolastica, decide di sostenere un provino presso Radio Touring, una radio locale di Reggio Calabria.
Continua la sua carriera radiofonica dapprima in radio locali reggine (Radio Reggio Centro, Radio RC International), successivamente si trasferisce a Roma per lavorare presso Radio Luna.
Nel 1992 collabora in RAI come regista e conduttrice radiofonica, e nel 1999 passa a Radio Capital, dove fino al maggio 2007 ha condotto una fortunata trasmissione radiofonica dal titolo Maryland.
Da settembre 2007 conduce con Andrea Lucatello su Radio Capital dal lunedì al venerdì dalle 17 alle 20 il programma "Il caffè di Radio Capital". Da gennaio 2009, sempre con Lucatello, passa dalle ore 6 del mattino alle nove. Dal 1º giugno Mary torna a condurre la fascia 17-20 in solitaria lasciando quella mattutina al suo ex co-conduttore Andrea Lucatello.
Dal 2004 al 2010 è stata la speaker ufficiale di LA7 per poi diventare quella di LA7D.
Decana di Radio Capital, nel settembre del 2010 è tornata in conduzione con Andrea Lucatello con il programma: Non c'è Duo senza Tè, dal lunedì al venerdì dalle 17 alle 19. Ha condotto Un'ora Sola Ti Vorrei (Di Più Non Ti Reggo) insieme al giornalista de La Repubblica Emilio Marrese. Dopo un ritorno a Maryland, attualmente (Gennaio 2021) conduce insieme a Edoardo Buffoni il "TG Zero" dalle 18 alle 20.